# غلوريا ستاينم
جلوريا ماري شتينيم (بالإنجليزية: Gloria Steinem)‏ ولدت في 25 مارس 1934. هي ناشطة نسائية أمريكية وصحفية وناشطة اجتماعية وسياسية. صارت معروفة وطنيًا بكونها قائدة ومتحدثة رسمية عن الحركة النسائية في أواخر الستينيات وبداية السبعينات.
كانت شتينيم كاتبة عمود في مجلة "نيويورك"، ومؤسسة مجلة "مِس". في 1969 نشرت شتينيم مقالة بعنوان «تحرير المرأة بعد القوة الغاشمة»، وقد أكسبتها شهرة وطنية ققائدة نسائية.
في 2005 أشتركت شتينيم مع جاين فوندا وروبن مورجان في تأسيس المركز الإعلامي للمرأه [الإنجليزية]. وهي منظمة تعمل على «إظهار المرأة وبسط نفوذها في مجال الإعلام».
تسافر شتينيم حاليا دوليًا بصفتها منظمة ومحاضرة ومتحدثة إعلامية عن مشكلات المساواة.

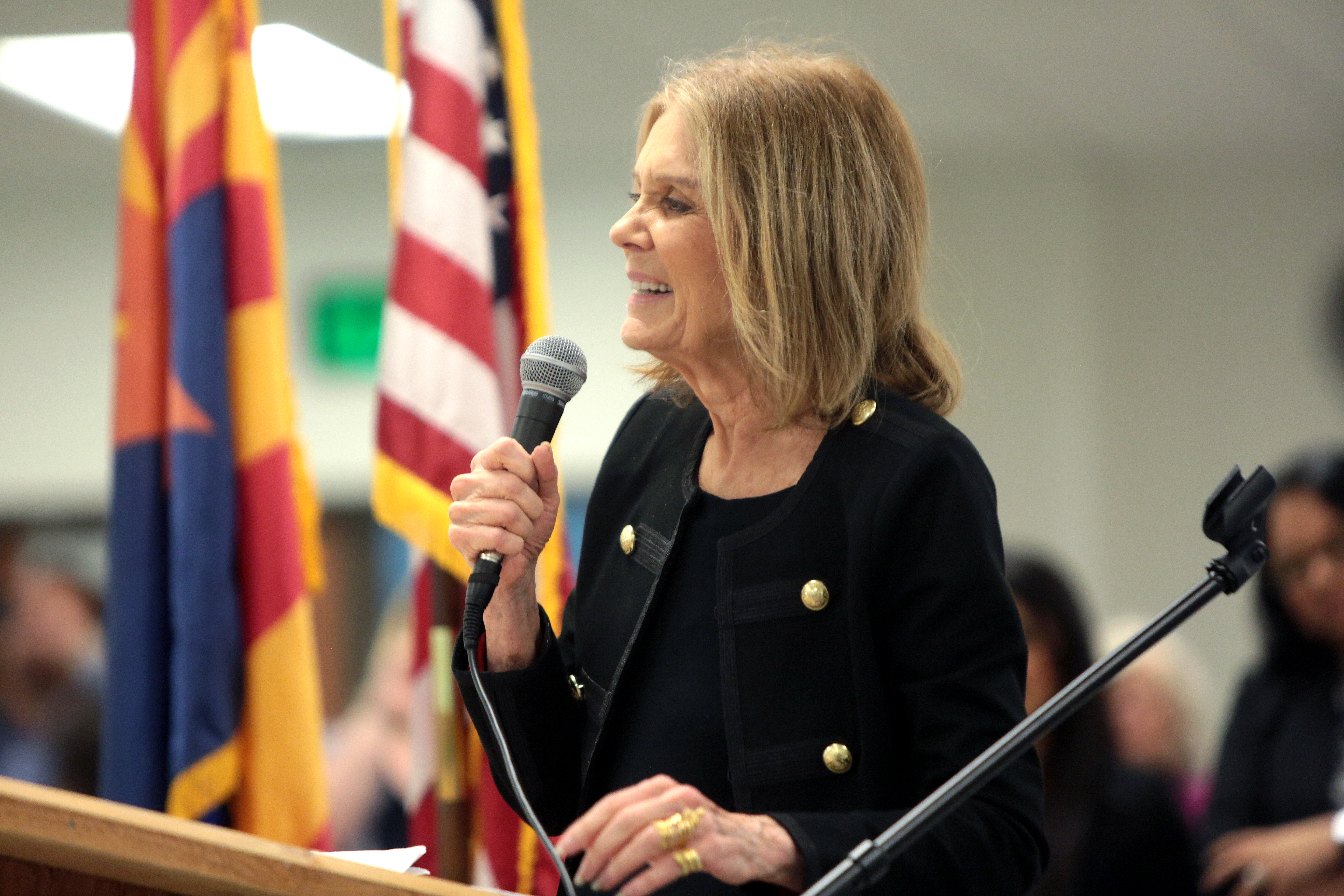
جلوريا شتينيم تتحدث مع مؤيديها في "قمة أريزونا لاتحاد النساء" في نقابة النجارين المحلية بمدينة فينيكس بولاية أريزونا بتاريخ سبتمبر 2016.

## نشأتها
ولدت شتينيم في 25 مارس 1934 في مدينة توليدو بمقاطعة أوهايو. هي ابنة روث (ني نونفيلر) وليو شتينيم. والدتها كانت تتبع مذهب المشيخية وتنحدر من أصول معظمها ألمانية مع بعض البروسية والاسكتلندية. والدها كان يهوديًا، ابن مهاجرين من فورتمبرج بألمانيا، وراتزيوف ببولندا. جدتها لأبيها هي بولين بيرلموتر شتينيم، كانت رئيسة لجنة التعليم في جمعية معاناة المرأة المحلية National Women Suffrage، وهي تابعة للمجلس الدولي للمرأة [الإنجليزية] الذي تأسس عام 1908. كما كانت أول امرأة يتم انتخابها لمجلس التعليم في توليدو، ووكانت أيضًا قائدة في حركة التعليم الصوتي. أنقذت بولين أيضًا العديد من أفراد أسرتها من المحرقة.
عاش أفراد عائلة شتينيم وسافروا في مقطورة، وعن طريقها عمل ليو كتاجر تحف متنقل. قبل ولادة شتينيم أصيبت والدتها روث بانهيارٍ عصبي في عمر الرابعة والثلاثين، وقد تركها مريضةً عقلية ومحاصرة بالهلاوس التي تتحول لدرجةٍ عنيفة أحيانًا. تغيرت من امرأةٍ نشيطة محبة للمرح والكتب إلى شخصٍ يخشى الوحدة وتعجز عن التمسك بالواقع كفايةً لتحصل على وظيفة، ونادرًا ما استطاعت التركيز كفايةً لتقرأ كتاب. قضت روث أوقاتٍ طويلة داخل وخارج المصحات العقلية بسبب مرضها النفسي. كانت شتينيم بعمر العاشرة حين انفصل والداها أخيرًا عام 1944. ذهب والدها إلى كاليفورنيا ليبحث عن عمل، بينما ظلت هي وأمها تعيشان معًا في توليدو.
عندما تطلق والداها نتيجة مرض والدتها لم ترجع شتينيم السبب إلى الأفكار الشوفينية الذكورية من جانب والدها وادعت أنها تفهمت الأمر ولم تلمه على الانفصال. مع ذلك أثرت تلك الأحداث على شخصيتها وشكلتها. كان والدها بائعًا جوالًا ولم يؤمن قط الاستقرار المالي للعائلة، وأدى رحيله إلى تفاقم وضعهم. أدركت شتينيم أن عجز والدتها عن تولي وظيفة هي دليل على العداء العام تجاه النساء العاملات. أدركت أيضًا أن عدم اكتراث الأطباء بحالة والدتها نشأت من عداءٍ مشابه للنساء. لاحقًا بسنوات وصفت شتينيم تجربة والدتها بأنها كانت محورية لفهمها عن الظلم الاجتماعي. وجهات النظر تلك أقنعت شتينيم أن النساء يفتقدن المساواة الاجتماعية والمساواة السياسية.
درست شتينيم بمدرسة "وايت" الثانوية [الإنجليزية] في توليدو ومدرسة «ويسترن» الثانوية في العاصمة واشنطن، وتخرجت من الأخيرة. بعد ذلك درست بكلية "سميث"، وهي مؤسسة ظلت مرتبطةً بها، وتخرجت منها فردًا بجمعية «فاي بيتا كابا». في أواخر الخمسينيات قضت شتينيم عامين في الهند بصفتها لحصولها على منحة تشيستر باولز في أسيا. بعد عودتها للولايات المتحدة عملت مديرة لمجمع الأبحاث الحرة Independent Research Service، وهي منظمة تأسست سرًا عن طريق متبرعٍ مجهول اتضح فيما بعد أنها المخابرات الأمريكية. عملت عل إرسال الطلاب الأمريكيان غير الاشتراكيين إلى مهرجان الشباب الدولي [الإنجليزية] عام 1959. في 1960 عينتها دار نشر "وارين" [الإنجليزية] أول موظفة لمجلة "هيلب" [الإنجليزية] (أي المساعدة).

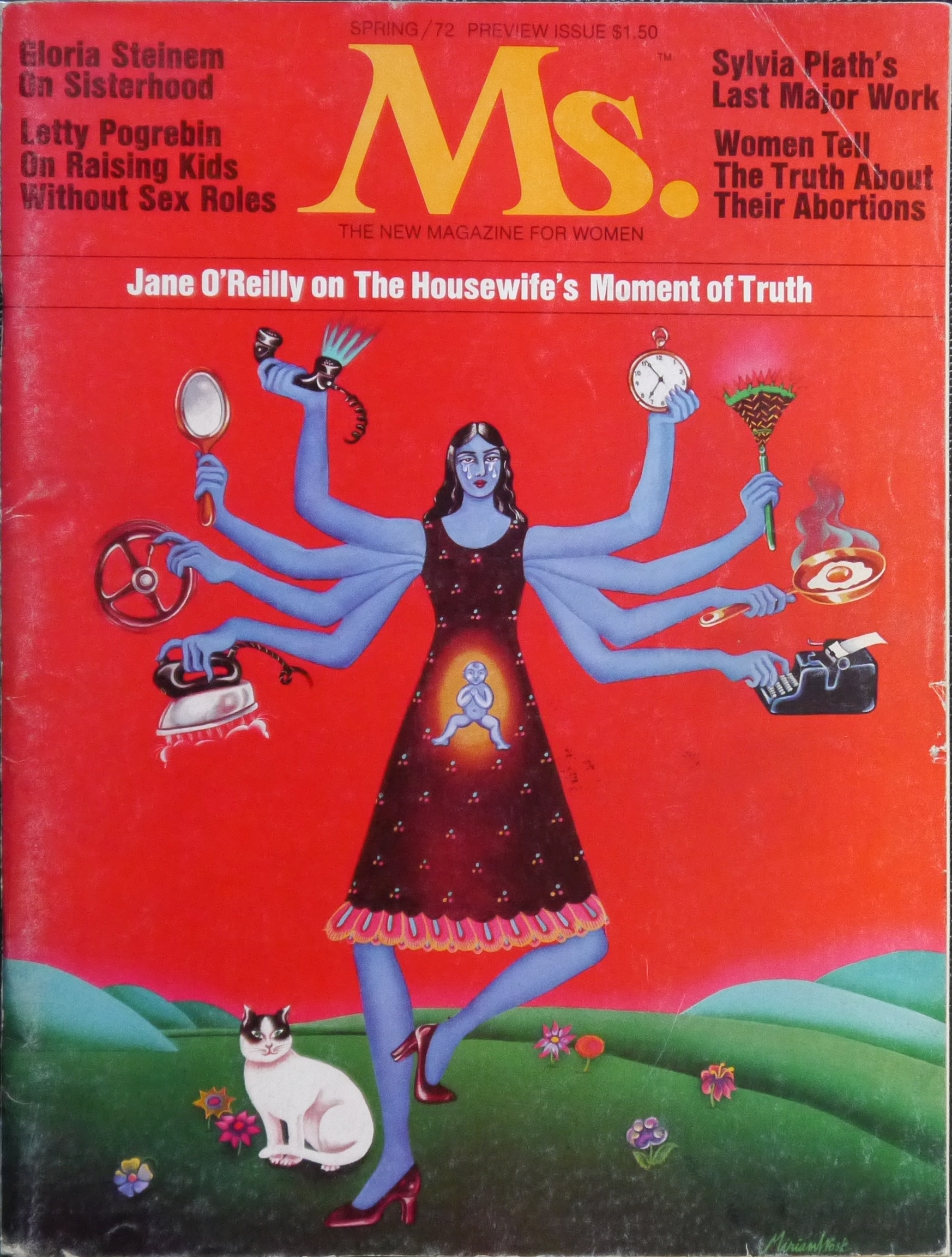
العدد الأول من مجلة "مِس"، صدر في 1972.

## عملها بالصحافة
قدم كلاي فيلكر [الإنجليزية] المحرر بمجلة «إسكواير» للكاتبة الحرة شتينيم ما أسمته فيما بعد «مهتمتها الجادة» الأولى، كانت تخص موضوع منع الحمل. لم يعجبه مسودتها الأولى فجعلها تعيد كتابة المقال. مقالها عام 1962 حول السيدات المضطرات للاختيار بين العمل والزواج سبق كتاب بيتي فريدان بعنوان «الغموض الأنثوي» بعام.
عام 1963 كانت تعمل على مقال لصالح مجلة «شو» الخاصة بـ هانتنجتون هارتفورد [الإنجليزية]، وأثناء ذلك تم توظيفها كفتاة عابثة ترتدي زي أرنب (playboy bunny [الإنجليزية]) في نادي «بلاي بوي» في نيويورك. نشرت المقالة عام 1963 بعنوان «حكاية أرنب»، وألحقت بها صورة تشينيم مرتدية زي أرنب، وتصف كيفية معاملة السيدات في تلك النوادي. وضحت شتينيم أنها فخورة بكشفها لشروط العمل المستغلة للـ«فتيات الأرانب»، وخاصة الطلبات الجنسية الموجهة إليهم والتي تناور القانون. مع ذلك بعد هذا بمدة قصيرة لم تستطع الحصول على مهماتٍ أخرى لأنه حسب كلامها «لأني الآن صرت» أرنبًا«، ولا يهم لماذا». حصلت شتينيم أخيرًا على عمل في مجلة «نيويورك» التي أسسها فيلكر حديثًا عام 1968.
في الفترة التي تسبق ذلك قامت بحوار صحفي مع جون لينون لصالح مجلة «كوزموبوليتان» عام 1964. في عام 1965 كتبت لصالح برنامج مسرحي ساخر في قناة إن بي سي (NBC) يدعى That Was The Week That Was [الإنجليزية] ومعروف بـ TW3، كتبت فقرة منتظمة بعنوان «السيريالية في الحياة اليومية».
في عام 1969 غطت مناقشة عن الإجهاض لصالح مجلة "نيويورك"، وتمت المناقشة في قبو كنيسة في قرية "جرين ويتش" في نيويورك [الإنجليزية]. خضعت شتينيم نفسها لعملية إجهاض في لندن بعمر الثانية والعشرين. شعرت بومضة أثناء المناقشة حسب وصفها، ولاحقًا قالت أنها لم تبدأ حياتها كناشطة سياسية حتى ذلك اليوم. قالت أن الإجهاض يفترض أن يجعلنا نشعر بأننا أشرارً. لكنها لم تشعر بذلك قط. اعتدت أن أجلس وأفكر كم سيكبر الطفل ويجعلني أشعر بالذنب. لكني لم أستطع قط! أظن أن الشخص القائل "عزيزتي، لو كان الرجال يمكنهم الحمل لكانت عمليات الإجهاض أمرًا مقدسًا" كان محقًا. بالحديث عن نفسي، كنت أعلم أنها المرة الأولى التي أتحمل فيها مسؤولية حياتي. لم أكن لأدع ضررًا يصيبني. كنت سأدير حياتي، وهكذا شعرت بالإيجابية. مع ذلك لم أخبر أحدًا لأني أعرف أن الآخرين ليسوا بتلك الإيجابية". قالت أيضًا "لاحقًا بسنوات، إن تذكرني أحدهم فسأكون مرتبطة بمصطلح "حرية التكاثر"... إنها تشمل حرية إنجاب أطفال أو لا. وبهذا يمكنا عمل تحالف".
في عام 1972 أسست المجلة النسائية «مِس» بالاشتراك مع دوروثي بيتمان هيوز [الإنجليزية]. بدأت كإصدار خص مع مجلة «نيويورك»، ومول كلاي فيلكر [الإنجليزية] العدد الأول. بيعت النسخ التجريبية الثلاثمائة ألف في طول البلاد وعرضها خلال ثمانية أيام. خلال أسابيع استقبلت مجلة «مِس» ستة وعشرين ألف طلب اشتراك وعشرين ألف رسالة من القراء. بيعت المجلة مؤسسة "الأغلبية النسائية" [الإنجليزية] في 2001. ظلت شتينيم في الإدارة بصفتها واحدة من المحررين المؤسسين الستة، وعملت في المجلس الاستشاري.
أيضا في عام 1972 صارت شتينيم أول سيدة تتحدث في نادي الصحافة الوطني National Press Club [الإنجليزية].
في عام 1978 كتبت شتينيم مقالًا شبه ساخر لصالح مجلة «كوزموبوليتان» بعنوان «آهٍ لو يصاب الرجال بالحيض». تخيلت في المقال عالمًا حيث يصاب الرجال ب الحيض بدلًا من النساء. قالت في نهاية المقالة أنه في عالمٍ كهذا سيصير الحيض وسام شرف مع الرجال وما يصاحبه من معاناة، بدلًأ من أن يكون مصدر عار كما الحال مع النساء.

## نشاطها
نشاطها
في عام 1959 قادت شتينيم مجموعة من الناشطين في كامبريدج في ولاية ماساتشوستس لتنظيم وكالة المعلومات المستقلة بمهرجن فيينا ليدعم اشتراك الأمريكان في مهرجان الشباب الدولي، وهو مهرجان للشباب ينظمه السوفييت.
في عام 1963 وقعت شتينيم عريضة «اعتراض على ضريبة الحرب» لرفض دفع الضرائب اعتراضًا على حرب فيتنام.
في عام 1969 نشرت مقالة بعنوان «بعد القوة الغاشمة، تحرير المرأة» مما جلب لها شهرة وطنية بصفتها قائدة نسائية. كما قادت حملة للمطالبة بحقوق المساواة Equal Rights Amendments، وتشهد أمام لجنة قضاء مجلس الشيوخ لصالح الحملة عام 1970. في العام نفسه نشرت مقالًا عن مدينةٍ فاضلة من المساواة النوعية، عنوانه «ماذا لو ربحت النساء»، ونشرته في مجلة «تايم».
في العاشر من يوليو 1971 كانت شتينيم إحدى ما يزيد على ثلاثمائة سيدة أسسن «التجمع السياسي للنساء القوميات» National Women's Political Caucus [الإنجليزية] واختصاره (NWPC). شمل هذا الكيان سيدات مرموقات مثل بيلا أبزوج وبيتي فريدان وشيرلي تشيشولم وميرلي إيفيرز ويليامز. بصفتها منظِمة مساعدة للتجمع ألقت خطابًا بعنوان "خطاب لنساء أمريكا [الإنجليزية]"، وهذا جزء منه:
«هذا ليس إصلاحًا بسيطًا. إنها ثورة بحق. الجنس والعرق هما فرقان سهلان وواضحان، لذا كانا ومازالا الأسلوبان الأساسيان لترتيب البشر إلى مجموعات متفوقة ومتدنية وإلى العمالة الرخيصة التي يعتمد عليها النظام. نحن نتحدث عن مجتمع لن يضم سوى أدوار اخترناها أو استحقيناها. نحن نتحدث حقًا عن الإنسانية».
في عام 1972 ترشحت نائبة عن شيرلي تشيشولم في نيويورك، لكنها خسرت.
في مارس 1973 خاطبت في أول مؤتمر وطني للمضيفات لأجل حقوق المرأة، وقد استمرت بدعمه طوال وجوده. انتهت منظمة «المضيفات» لحقوق المرأة في ربيع 1976.
ترعرت شتينيم على قراءة قصص «امرأة العجائب» المرأة المعجزة. كانت أيضًا عنصرًا محوريًا في استعادة «امرأة العجائب» لقواها وزيها التقليدي في العدد رقم 204 (يناير وفبراير 1973). شعرت شتيينيم بالإهانة لأن البطلة الخارقة الوحيدة تم تجريدها من قواها. لذلك وضعت صورة «امرأة العجائب» بزيها على غلاف العدد الأول من مجلة «مِس» (1972). مؤسسة Warner Communications مالكة مؤسسة DC Comics كانت أحد المستثمرين في المجلة. احتوي العدد أيضًا على مقالًا تفصيليًا عن الشخصية.
في 1976 أقيم أول عيد فصح للنساء فقط في شقة الأستاذة إيستر م. برونر بمدينة نيويورك، قادت برونر الاحتفال الذي ضم ثلاثة عشر سيدة من ضمنهن شتينيم.
في عام 1984 اعتقلت شتينيم مع عدد من أعضاء الكونجرس والناشطين بالحقوق المدنية لإثارة الشغب خارج سفارة جنوب أفريقيا أثناء الاحتجاج على نظام التفرقة العنصرية بجنوب أفريقيا.
في بداية حرب الخليج في 1991 اعترضت شتينيم علنًا ومعها ناشطين نسائيين بارزين مثل روبن مورجان وكيت ميليت على غزو الشرق الأوسط، وأكدت على أن هدفهم الظاهر «الدفاع عن الديمقراطية» هو مجرد ادعاء.
أثناء فضيحة التحرش الجنسي ل كلارينس توماس في 1991 دعمت شتينيم أنيتا هيل بشدة، واقترحت أنها يومًا ما ستجلس في المحكمة العليا.
في 1992 اشتركت شتينيم في تأسيس منظمة Choice USA، وهي منظمة غير ربحية تحرك وتوفر الدعم لجيل الشباب الذي تطالب بخيار الإنجاب من عدمه.
في عام 1993 اشتركت شتينيم في إنتاج فيلمٍ وثائقي وروته لصالح قناة HBO، وحصل على جائزة «إيمي». يدور الفيلم عن الإساءة ضد الأطفال وعنوانه «شخصيات متعددة: البحث عن الذكريات المميتة». أيضًا في عام 1993 أنتجت مع روزلين هيلر فيلمًا تيليفزيونيًا بديعًا اسمه «الموت أفضل». يناقش الفيلم القوى المتوازية التي تعارض الإجهاض وتدعم عقوبة الإعدام في الوقت ذاته.
ساهمت بقطعتها الأدبية «الإعلام والحركة: دليل المستخدم» في المختارات الأدبية لعام 2003 بعنوان "أخوية النساء للأبد: أنثولوجيا النساء للألفية الجديدة". قامت بتحريرها روبن مورجان.
في الأول من يناير 2013 أدت شتينيم على المسرح في حفلة «رنين التغيير: صوت تغيير الحياة» في استاد «تويكينهام» بلندن في إنجلترا. لاحقًا في 2014 بدأت الأمم المتحدة للمرأة بإحياء الذكرى العشرين لل مؤتمر العالمي الرابع للمرأة، وكجزء من الحملة تحدثت شتينيم (وآخرون) في مسرح أبولو بمدينة نيويورك. حفلة «رنين التغيير» مولتها مؤسسة جوتشي، وركزت على استخدام الأساليب المبتكرة لجمع التبرعات وزيادة الوعي خاصةً فيما يتعلق بالفتيات والسيدات.
صرحت شتينيم قائلة «أظن أني صرت رمزًا للحركة النسائية بالمصادفة. فعضوة في الكونجرس مثلًا يتم تعريفها بأنها عضوة بالكونجرس، وهذا لا يعني أنها ليست نسائية بالدرجة الكافية لكنها يتم تعريفها بأقرب لقب ذكوري لمنصبها. حسنًا، لا يوجد لقب ذكوري نظير لتعريفي، لذلك قامت الصحافة بتعريفي تبعًا للحركة التي أنتمي إليها. أظن أنه من الممكن الإشارة لي بصحفية، لكن لأن مجلة «مِس» هي جزءٌ من الحركة وليست مجرد مجلة تقليدية. ولذا يتم تعريفي بالحركة التي أنمتي إليها. لا يوجد خانة أخرى لوضعي بها».
خلافًا للاعتقاد الشائع، شتينيم لم تبتكر شعار النسائية القائل «المرأة تحتاج الرجل بقدر احتياج السمكة للدراجة». رغم أنها ساعدت على نشره، يعود الشعار إلى إيرينا دون [الإنجليزية]. حينما نشرت مجلة «تايم» مقالًا تنسب فيه المقولة لشتينيم، ركتبت شتينيم خطابًا توضح فيه أن إيرينا دون هي صاحبة المقولة.
هناك جملة أخرى تنسب خطأ إلى شتيني، وهي "لو بإمكان الرجال الحمل لصار الإجهاض مقدسًا". شتينيم نفسها نسبت المقولة لـ"امرأة إيرلندية عجوز تقود سيارة أجرة في بوسطن، وقالت أنها وفلورنس كينيدي تقابلتا.
في عام 2015 انضمت للسيدات الثلاثين الرائدات صانعات السلام دوليًا، واشتركت في الرئاسة الشرفية لمسيرة النساء للسلام في كوريا مع ميريد ماجواير. هدف المجموعة الأساسي هو دعم نزع السلاح وإعادة توحيد كوريا. ستعقد المجموعة ندوتي سلام دوليتين في بيونج يانج وسيول، حيث تجتمع النساء من كوريا الشمالية والجنوبية ليتشاركن خبرات وأفكار تساعدهن في وقف الأزمة الكورية. أمل المجموعة المحدد هو السير عبر الميلين الخاصين بـ المنطقة الكورية منزوعة السلاح التي تفصل كوريا الشمالية عن الجنوبية، هدف المسيرة هو أن تكون فعلًا رمزيًا للسلام في شبه الجزيرة الكورية التي عانت من الانفصال لسبعين عامًا منذ الحرب العالمية الثانية. ساد الظن أن دور النساء في تلك البادرة سيساعد ويدعم لم شمل الأسر التي تفرقت بسبب الانقسام الذي دام سبعين عامًا.
حاليًا تعتبر شتينيم رئيسة مشاركة شرفية للـ إشتراكيين الديمقراطيين في أمريكا.

## انخراطها في الحملات السياسية
يعود انخراط شتينيم في الحملات الرئاسية إلى دعمها لـ أدلاي ستيفينسون في الحملة الرئاسية عام 1952.

### انتخابات 1968

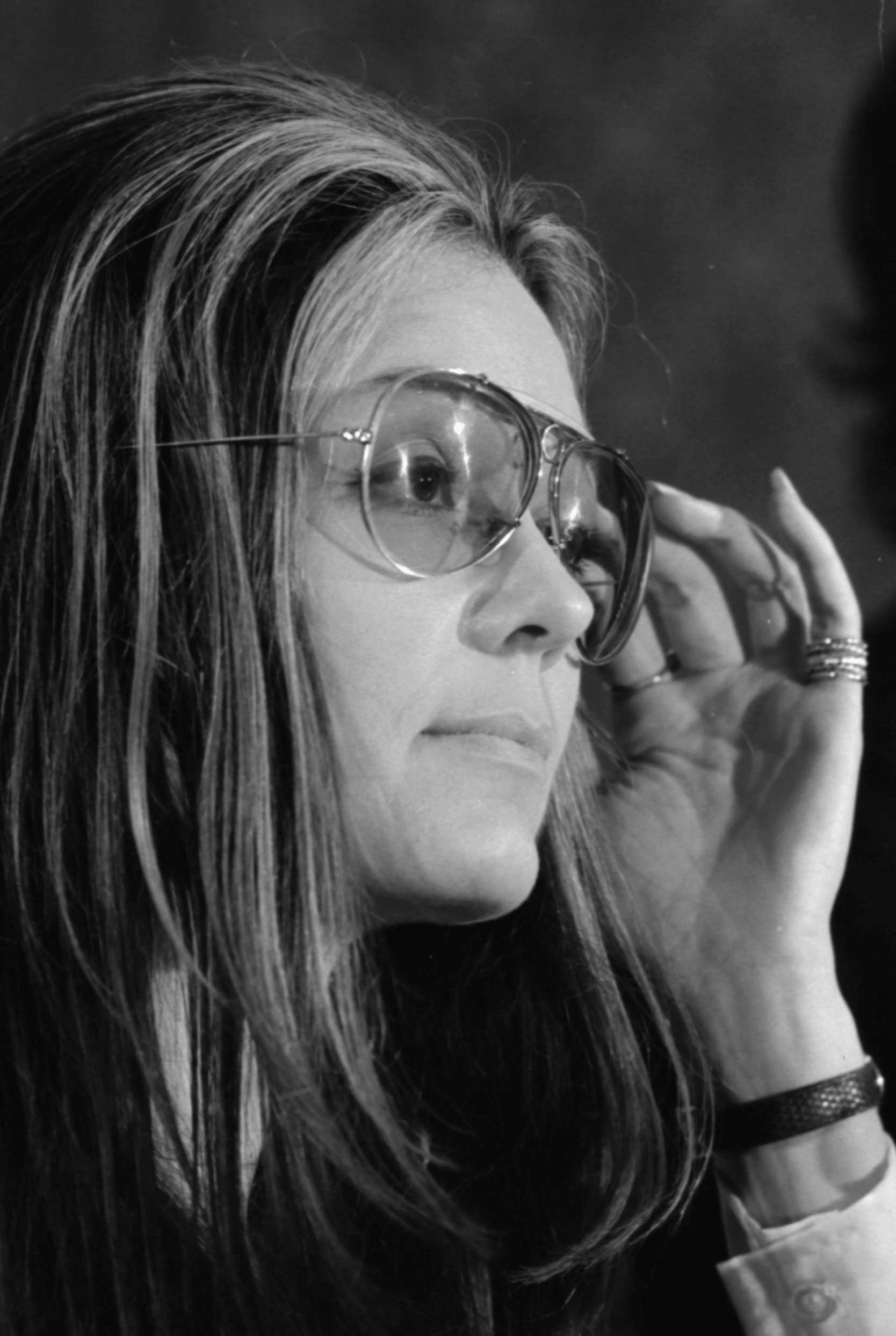
في مؤتمر اتحاد النساء Women’s Action Alliance في 12 يناير 1972.

بصفتها نصيرة للحقوق المدنية وناقدة شرسة لحرب فيتنام، انجذبت شتينيم في البداية للسيناتور يوجين مكارثي بسبب سجله المثير للإعجاب نحو تلك القضايا، لكن حالما قابلته وسمعته يتحدث وجدته متحفظ وفاقد الإلهام وجاف. بينما استمرت الحملة ارتبكت شتينيم من الهجمات الشخصية الضارية التي يشنها مكارثي على منافسه الأولي روبرت كينيدي، حتى حين غادر منافسه الأساسي هوبرت هومفري.
في برنامج إذاعي ساهر جذبت شتينيم انتباه الجميع لتصريحها أن «جورج ماكجوفرن هو يوجين مكارثي الحقيقي». في عام 1968 تم اختيار شتينيم لتنسيق الحجج لماكجوفرن فيما يخص وجوب دخوله السباق الرئاسي ذلك العام. وافق هو وشغلت شتينيم –تباعًا أو في وقت واحد- عدة أدوار منها صانعة كتيبات ورجل استطلاع قبل الزيارات الرسمية وجامعة تمويل وضاغطة سياسية وساعية وسكرتيرة صحفية.
خسر ماكجوفرن الترشيح في المؤتمر الوطني الديمقراطي عام 1968. ولاحقا كتبت عن دهشتها من رفض هوبرت هومفري حتى الاقتراح على عمدة شيكاغو [الإنجليزية] ريتشارد ج. دالي [الإنجليزية] بأن يتولى أمر شرطة الشغب rampaging police [الإنجليزية] وسفك الدماء في الشوارع.

### انتخابات 1972
ترددت شتينيم في الانضمام مجددا حملة مكجوفن. فلقد عاملها معظم طاقم حملته مثل منبوذة تافهة بالرغم من أنها أحضرت المساهم المهم الوحيد لحملته عام 1968. في إبريل عام 1972 علقت شتينيم أنه مازال لا يفهم الحركة النسائية.
في النهاية أقصى مكجوفن مناقشة قضية الإجهاض من الحزب، وأظهرت المنشورات الحديثة أن مكجوفن كان معارضًا تلك القضية بشدة. كتبت شتينيم لاحقا وصفا للأحداث وهو:
«كان الرأي الإجماعي لاجتماع مبعوثات النساء الذي عقده التجمع هو القتال لصالح البند المستضعف بخصوص حرية الإنجاب، وبالطبع دعم صوتنا هذا البند بنسبة تسعة إلى واحد. وهكذا قاتلنا مع ثلاثة نساء مبعوثات يتحدثن بطلاقة لصالحه بصفته حقًا دستوريًا. اعترض رجلٌ بحجة الحق في الحياة، كما اعترضت أيضًا شيرلي مكلاين على أساس أن هذا حق أساسي لكن لا ينتمي لطاولة النقاش في المجلس. قدمنا أداءً جيدًا. من الواضح أنا كدنا نفوز لو أن قوات مكجوفن تركت نوابها بلا تعليمات إرشادية وتركتهم يصوتون حسب ضمائرهم.»
مع ذلك ناقضت جيرماين جرير بوضوح شتينيم وصرحت أن «جاكي سيبالوس طالب وسط الحشود بحق الإجهاض على المنصة الديمقراطية، لكن بيلا (أبزوج) وجلوريا حدقتا ببرود في الغرفة. هكذا قضي على نقاش حق الإجهاض». وسألت «لماذا لم لم تقم بيلا وجلوريا بمساعدة جاكي في المطالبة بحق الإجهاض؟ أي تحفظ وأي انهزامية أثرا عليهما؟» 77 ذكرت شتينيم لاحقًا أن مؤتمر 1972 كان المرة الوحيدة التي التقى فيها جرير وشتينيم.
كتب على غلاف مجلة «هاربر» في ذلك الشهر «بأنثوية، لم ترغبا في القسوة على رجلهما، وهكذا -بأنثوية- قضي عليهما».

### انتخابات 2004
في أعقاب انتخابات 2004 نقدت شتينيم بشراسة إدارة بوش، مؤكدة على أنه «لم توجد قط وزارة بمثل عدائيتها لمساواة المرأة ولحرية الإنجاب من عدمه بصفتها حقًا إنسانيًا أساسيًا. ولقد تصرفت الإدارة بناءً على هذه العدائية». وأضافت «لو تم انخابه في 2004 سيصبح الإجهاض جريمة في البلاد». انعقد حدثٌ لتنظيم الأسرة Planned Parenthood في بوسطن، وأعلنت شتينيم أن بوش «خطر على الصحة والسلامة»، وتحدثت عن عدائيته نحو قانون الماء النظيف Clean Water Act، وحرية الإنجاب من عدمه، والتعليم الجنسي، والإغاثة من الإيدز.

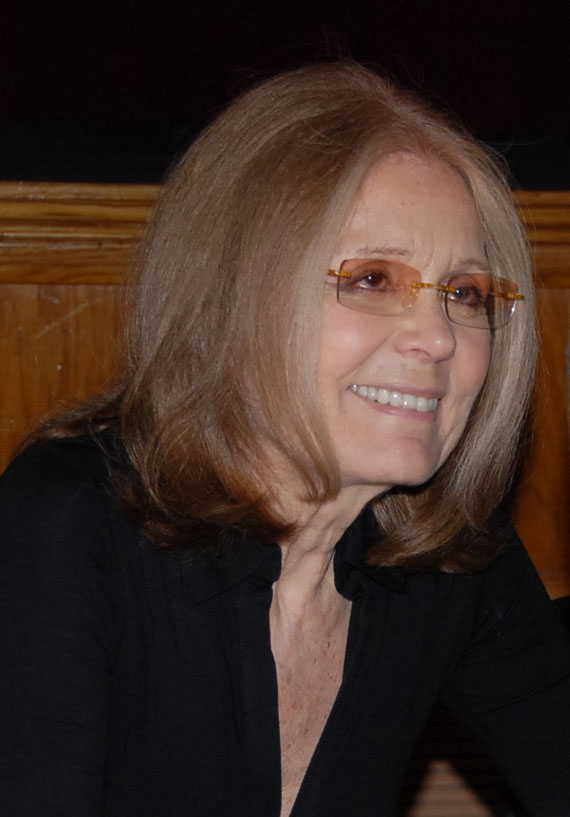
شتينيم في مدرسة برايتون الثانوية بولاية كولورادو في نوفمبر 2008.

### انتخابات 2008
كانت شتينيم مشاركة فعالة في الحملة الرئاسية لعام 2009، وأثنت على كلٍ من المتنافسين المتقدمين معلقة أن السيناتور كلينتون وأوباما مدافعان عن الحقوق المدنية وداعمان للنساء ومساندان للبيئة وناقدان لـ حرب العراق... كلاهما قاوم الجانب اليميني، وهذا ما أبعدهما عن أي مرشح جمهوري بما فيهم جون مكاين. كلاهما خبير بالسياسة الخارجية والداخلية، في حين أن جورج دبليو بوش لم يكن كذلك حين ترشح.
أيدت شتينيم السيناتور هيلاري كلينتون وأشادت بخبرتها الواسعة قائلة أن الأمة في حالة سيئة حتى أنها قد تحتاح فترتي كلينتون وفترتي أوباما لتنصلح.
كما وضعت أيضًا عناوين مقالة لجريدة "نيويورك تايمز" حيث قالت أن الجندرة وليس العرق هي أشد القيود في المجتمع الأمريكي". أوضحت أن "السود حصلوا على حق التصويت بنصف قرن قبل أن يسمح للنساء بالتوقيع على أي تصويت، كما صعد السود تدريجيا في المناصب من الجيش إلى الإدارة قبل النساء". هاجم بعض النقاد هذا التصريح قائلين أن النساء البيض حصلوا على حق التصويت الكامل في 1920، في حين أن العديد من السود سواء رجال أم نساء لم يسمح لهم بالتصويت إلا بعد قانون حرية التصويت لعام 1965 ، حتى أن بعضهم أعدم للمحاولة. وأيضًا العديد من النساء البيض تقدموا في الأعمال والسياسة قبل الرجال والنساء السود.
حسب جريدة "نيويورك أوبزيرفر" [الإنجليزية]، جذبت شتينيم الانتباه مجددًا بسبب ما بدا وكأنه تشويه للفترة التي قضاها جون مكاين بصفته سجين حرب في فيتنام. جدال شتينيم الأساسي هو أن الإعلام والسياسة مولعان للغاية بالعسكرية بكل مظاهرها.
عقب اختيار مكاين لـ سارة بالين لتكون شريكته في الترشيح، كتبت شتيم مقالة وصفت فيها بالين بأنها «امرأة غير جديرة» وتعارض كل شيء تحتاجه وتريده معظم النساء. ووصفت خطاب ترشيحها بأنه «مسبب للخلاف ومخادع». ودعت لحزب وطني أكثر شمولية. وأنهت مقالتها بأن بالين تشبه «فيليس شلافلي لكن أصغر».

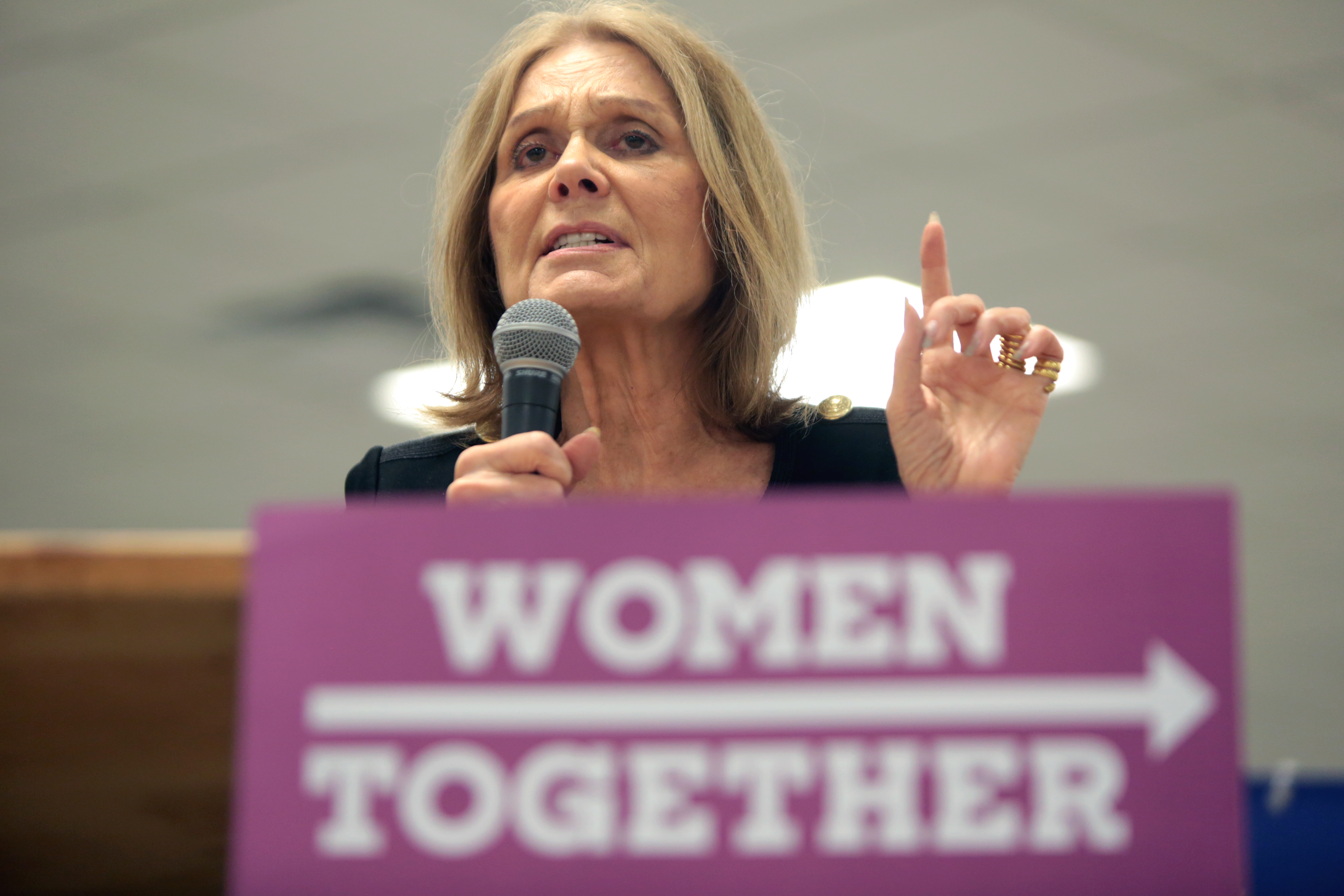
شتينيم في حدث خاص بالحملة الرئاسية للمرشحة الديمقراطية هيلاري كلينتون بتاريخ سبتمبر 2016.

### انتخابات 2016
في لقاء لها مع بيل ماهر بقناة إتش بي أو تم سؤال شتينيم عن سبب دعمها الشديد ل بيرني ساندرز من بين النساء الشابات في الحزب الديمقراطي. أجابت قائلة "حين تكون شابًا تفكر "أين الصبية؟ إنهم مع بيرني". أطلقت تعليقها نقدًا واسع المدى واعتذرت لاحقًا وقالت أن تعليقها أخطئ تفسيره.
شتينيم كانت رئيسة شرفية ومتحدثة في مظاهرة النساء في واشنطن [الإنجليزية] في 21 يناير 2017، أي اليوم التالي لتنصيب دونالد ترامب رئيسًا.

## صلاتها بالمخابرات الأمريكية
في مايو 1975 قامت المجموعة النسائية الراديكالية "ريدستوكينجز" بنشر تقرير عن مهرجان فيينا للشباب الذي أقامته شتينيم والآخرين لصالح مجمع الأبحاث الحرة. لقد اعترفت بعملخا مع المؤسسة التي تمولها المخابرات الأمريكية في أواخر الخمسينيات وأوائل الستينيات في مقابلات صحفية لصالح جريدتي «نيويورك تايمز» و«واشنطن بوست» عام 1967 عندما بدأت مجلة "رامبارتس" [الإنجليزية] بكشف معلومات عن المخابرات الأمريكية (أي قبل عامين من حضور شتينيم لأول اجتماع تابع لـ«ريدستوكينجز» أو أي اجتماع نسائي). لكن في عام 1975 نفت أي استمرار لذلك النشاط.

## حياتها الشخصية
أثبتت التشخيص إصابة شتينيم بسرطان الثدي عام 1986  والتهاب العصب الثالث عام 1994.
في الثالث من سبتمبر عام 2000 في سن السادسة والستين، تزوجت شتينيم من ديفيد بيل والد الممثل كريستيان بيل. تم الزفاف في منزل صديقتها ويلما مانكيلر، أول سيدة رئيسة لجماعة "شيروكي" [الإنجليزية]. دام زواج شتينيم وبيل ثلاث سنوات فقط قبل أن يموت بـ سرطان ليمفوما المخ في الثلاثين من ديسمبر 2003 عن عمر الثانية والستين.
سابقًا كانت تجمعها علاقة أربع سنوات مع الناشر مورتيمر زوكرمان.
علقت على التقدم في العمر قائلة أنها مع اقترابها من عمر الستين شعرت أنها تدخل مرحلة جديدة في حياتها، مرحلة خالية من «المتطلبات النوعية» التي واجهتها من سن المراهقة فيما بعد.

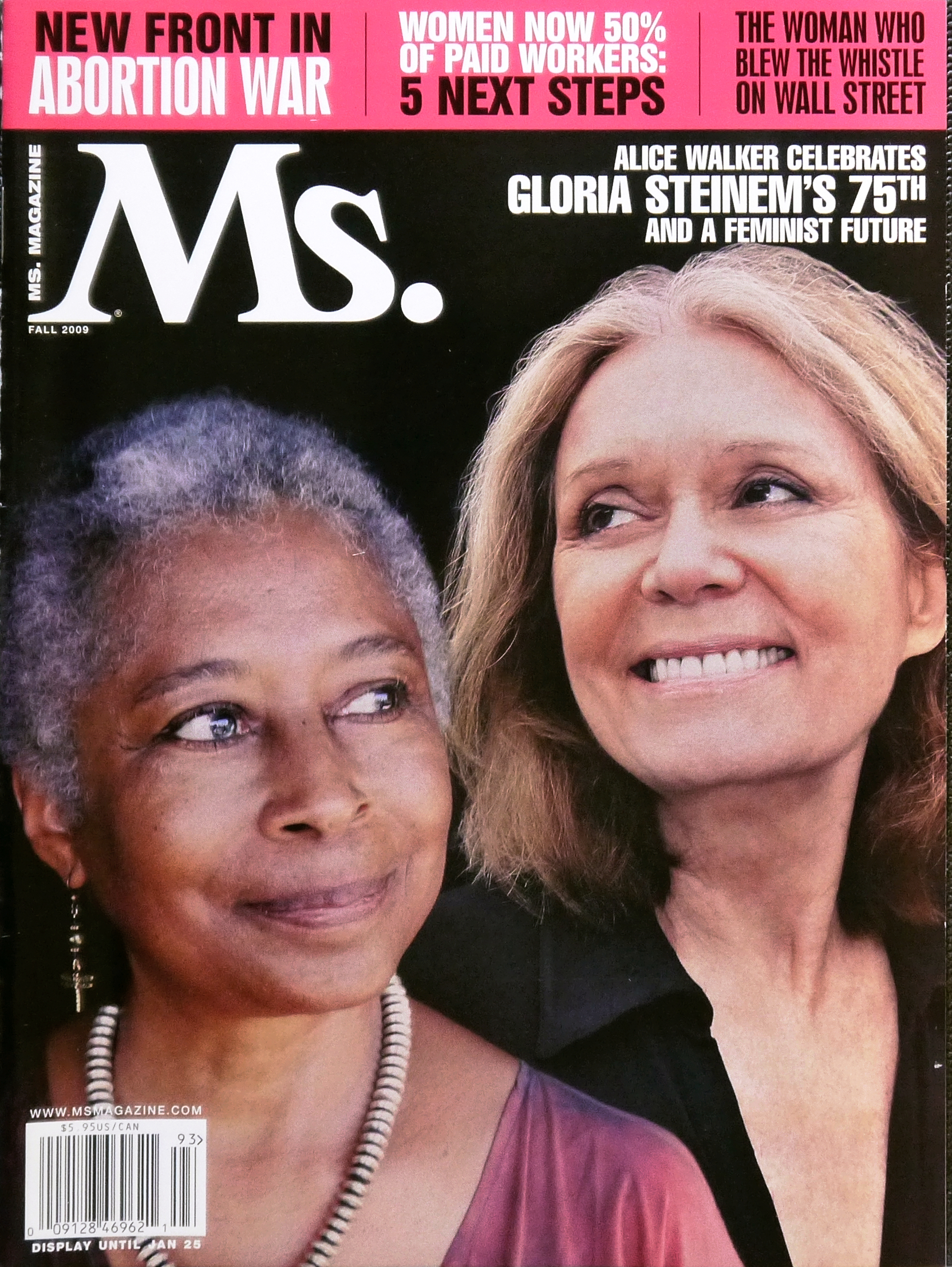
جلوريا شتينيم (على اليمين) و أليس واكر تحتفلان بعيد ميلاد شتينيم الخامس والسبعين في عدد «مِس» في خريف 2009.

## مراكزها في الحركة النسائية
بالرغم من اعتبارها الشائع أنها ليبرالية، صنفت نفسها دومًا أنها نسائية راديكالية. الأهم لقد رفضت التصنيف داخل الحركة النسائية لأنه «ليس بناءً مع مشاكل محددة». قالت «لقد ظهرت في كل التصنيفات. لذا هذا يصعب علي تقبل التقسيم على محمل الجد». مع ذلك بالنسبة للمشاكل الجادة، تولت شتينيم العديد من المراكز المهمة.

### تشويه الأعضاء التناسية الأنثوية وختان الذكور
في عام 1979 كتبت شتينيم مقالًا عن الأعضاء التناسلية الأنثوية خاطبت به الضمير العام للشعب الأمريكي. عنوان المقال «الجريمة الدولية لتشويه الأعضاء التاسلية الأنثوية»، وتم نشره في مجلة «مِس» عدد مارس 1979. تحدث المقال عن «معاناة 75 مليون امرأة جراء تشويه أعضائهن التناسلية». وفقًا لشتينيم «الأسباب الحقيقية خلف تشويه الأعضاء التناسلية تكمن خلف النظام الذكوري. الرجال يريدون السيطرة على أجساد النساء بصفتهن وسيلة للتكاثر، وبالتالي يكبتون القوة المستقلة للنشاط الدنسي للنساء». يحتوي مقال شتينيم على مناقشات أساسية ستطورها فيما بعد الفيلسوفة مارثا نوسباوم.
أما عن ختان الذكور تقول «قيزد النظام الذكوري تلك تحد من النشاط الجنسي للرجال أيضًا... لهذا تم الطلب ن الرجال بشكل رمزي أن يسلموا ذلك الجزء الجنسي منهم من أبنائهم إلى السلطة الذكورية، ويبدو أ هذا هو أصل ذلك الفعل الذي قال عنه مدافعوه أنه من الناحية الطبية غير ضروري بنسبه 90% من الحالات. بالنسبة لي، أنا أدعم الكثير من الإخوة لوقف تلك الممارسة».

### النظرية النسائية
أعلنت شتينيم عدة مرات رفضها لمبدأ حجب الحقائق وللأفكار المجردة التي يدعي البعض شيوعها في النظريات الأكاديمية النسائية. قالت «لا يهتم أحد بالكتابة الأكاديمية النسائية. هذه وصولية. هؤلاء النساء المسكينات في المجتمع الأكاديمي اضطررن لاستخدام لغة سخيفة لا يفهم أحد كي يتم تقبلهم... لكني أدرك أنه لدينا هذا النظام المسيطر السخيف الذي يثبت أن المجتمع الأكاديمي يقدر التعليم بنسبة عكسية مقارنة بفائدته حسب رأيي، ويقدر ما تكتبه بنسبة عكسية مقارنة بسهولة أو صعوبة فهمه». لاحقًا نقدت شتينيم أصحاب النزعة الهدامة مثل جوديث باتلر قائلة «الأكاديميون مضطرون للكتابة بلغة صعبة الفهم للحصول على بعض السلطة. فمثلًا يستخدمون كلمة» محادثة«بدل» كلام«. المعرفة صعبة الفهم لا فائدة منها. لا يمكن لمسها كالهواء».

### الإباحية
نقدت شتينيم الإباحية وفرقتها عن الشهوانية، فكتبت «الشهوانية تختلف عن الإباحية، تماما كما يختلف الحب عن الاغتصاب وتختلف الكرامة عن الذل وتختلف الشراكة عن العبودية وتختلف المتعة عن الألم». يستند جدال شتينيم على الاختلاف بين المشاركة والسيطرة، كتبت «الإباحية الصارخة أو الرقيقة لا تحتوي على مساواة أو مشاركة. في الواقع معظم الإثارة تتولد من الفكرة الواضحة التي تصور طرفًا يسيطر على الأخر».
أما بالنسبة لإباحية الجنس الواحد تقول شتينيم مؤكدة «أنه بغض النظر عن جنس الأطراف المشاركة، كل الإباحية التي تصور المثليين هي محاكاة لسيطرة الرجل على المرأة، أي نظرية المعتدي والضحية. ومعظمها تقريبًا يصور أو يوحي بفكرة النساء المستعبدات والسيد». صرحت شتينيم أيضًا أن شركة "سناف فيلمز" [الإنجليزية] تهديدًا خطيرًا للنساء.

### الزواج أحادي الجنس
نشرت شتينيم مقالًا في مجلة [[تايم (مجلة)|بتاريخ 31 أغسطس 1970 بعنوان «ماذا سيحدث لو فازت النساء». كتبت شتينيم عن الزواج أحادي الجنس في سياق فكرة المستقبل المشرق الذي تخيلته. كتبت:
«ما سيحدث هو بدائل منوعة من أساليب الحياة. أظهر الانفجار السكاني ضرورة تقليل نسبة الإنجاب، وبالتالي سيصبح الآباء والأبناء فئة من الفئات المتعددة في المجتمع مثل: الأزواج، والمجموعات العمرية، والمجموعات العاملة، والمجتمعات المختلطة، والعشائر ذات صلة الدم، والطبقات الاجتماعية، والمجموعات المبدعة. سيحق للنساء غير المرتبطات البقاء كذلك دون التعرض للسخرية أو سماع ألفاظ مثل» عانس«أو» عزباء«. المثليون والمثليات لن يحرموا من الزواج القانوني واتفاقيات الدعم المتبادل وحقوق الوراثة. وعلى النقيض سيقل عدد المثليين. عندما يتساهل الآباء والأمهات في الفكرة المتزمتة والمثالية عن الرجولة، سيميل الذكور إلى تقبل كونهم ذكورًا».
لم تذكر شتينيم أو تدافع عن فكرة الزواج أحادي الجنس في أي عمل منشور أو مقابلات لأكثر من ثلاث عقود، لكنها أوضحت دعمها لل زواج أحادي الجنس في بداية الألفينيات. قالت في 2004 «إن فكرة القائلة بأن الجنس ناجح فقط إذا أثمر عن إنجاب هي فكرة تقهر النساء اللاتي تعتمد صحتهن على فل الجنس عن الإنجاب، كما تقهر المثليين والمثليات كذلك». كانت شتينيم أيضًا أحد الموقعين على البيان الرسمي لعام 2008 «ما بعد الزواج أحادي الجنس: رؤية إستراتيجية جديدة لكل العائلات والعلاقات». هذا البيان يدعم تطبيق الحقوق القانونية والامتيازات على شريحة أكبر من العلاقات والأسر والعائلات.

### حقوق تحويل الجنس
في عام 1977 انتشر بشدة خبر التحويل الجنسي للاعب التنس رينيه ريتشاردز. ورفضت شتينيم الرأي القائل بأن هذه العملية «مثالًا مخيفًا لما قد تؤدي إليه الحركة النسائية» أو القائل بأنها «الدليل الحي أن الحركة النسائية لا ضرورة لها». كتبت شتينيم «على الأقل كان إلهاءً عن المشاكل العالمية لحقوق المساواة». دعمت حق الأفراد في اختيارهم لكيفية تعريفهم. كما صرحت في عدة حالات أن المتحولين جنسيًا يغيرون أجسادهم جراحيًا ليتناسبوا مع دور نوعي يرتبط لا محالة بأجزاء من الجسد. ختمت كلامها بأن «المدافعين عن حقوق النساء يحق لهم عدم الشعور بالراحة تجاه الحاجة أو الداعي للتحويل الجنسي». انتهى المقال بما أصبح إحدى أشهر مقولات شتينيم «إن لم يلائمنا الحذء فلنغير القدم» الرغم أن المقولة ظهرت بوضوع في سياق التحويل الجنسي، يتم اعتبارها بالخطأ ضمن الحركة النسائية بشكل عام.
في الثاني من أكتوبر 2013 أوضحت شتينيم ملاحظاتها عن التحويل الجنسي في مقالة لمجلة "ذا أدفوكيت" [الإنجليزية]. كتبت أن النقاد فشلوا في اعتبار أن مقالها عام 1977 قد كتبته في سياق الاحتجاجات العالمية ضد الاعتداءات الجراحية الروتينية والتي أطلق عليها الناجون منها اسم "تشويه الأعضاء التناسلية الأنثوية (الختان)". لاحقا كتبت شتينيم بوضوح تام عن دعمها للمتحولين جنسيًا، وقالت أن المتحولين جنسيًا (ومن ضمنهم المتحولين معنويًا دون جراحة) يعيشون حياة طبيعية وحقيقية. يجب الاحتفال بحياتهم بدلًا من التشكيك بها". كما اعتذرت أيضًا عن أي ألم قد سببه كلامها.

## الجوائز والتكريمات
- جائزة "Bill of Rights" من الاتحاد الأمريكي للحريات المدنية.[6]
- أختيرت الشخصية الإنسانية لعام 2012 من الجمعية الإنسانية الأمريكية.[6]
- اختارتها مجلة «بيوجرافي» ضمن أكثر خمس وعشرين سيدة مؤثرة في أمريكا.[6]
- جائزة «كلاريون».[6]
- جائزة «دي في إف للقيادة الأبدية» «DVF Lifetime leadership» لعام 2014.
- جائزة "إيمي" عن الكتابة التيليفزيونية المتميزة.[6]
- اختارتها مجلة "إسكواير" عام 2000 ضمن أعظم خمس وسبعين سيدة على مر التاريخ.
- جائزة «المساواة الآن» المساواة الآن لحقوق الإنسان العالمية. نالتها مناصفة مع أفوا دوركينو عام 2000.[94]
- جائزة «فرونت بايج».[6]
- اختارتها مجلة "جلامور" عام 2014 ضمن أهم خمس وسبعين سيدة خلال الخمس وسبعين سنة الأخيرة.
- جائزة «ليبرتي» (الحرية) من "منظمة لامبدا للدفاع القانوني والتعليم" [الإنجليزية].[95]
- جائزة «لايبراري ليون» عام 2015.[95]
- جائزة «جلوريا» من مؤسسة "مِس" للنساء [الإنجليزية]. سميت الجائزة تيمنًا بها وهي تقدم سنويًا منذ 1988.
- جائزة المدافعين عن حقوق المثليين الوطنية.[6]
- جوائز مجلة «ناشيونال ماجازين».[6]
- انضمت لـ قاعة المشاهير الوطنية للمرأة عام 1993.[6]
- جائزة القرن عام 2014 من مؤسسة نيويورك للمرأة.[96]
- جائزة «الإنجاز الأبدي» من مجلة "بارينتينج" [الإنجليزية] عام 1995.[6]
- جائزة «بيني ميزوري» للصحافة.[6]
- وسام الحرية الرئاسي عام 2013.[97][98][99]
- أعلنت جامعة راتجرز عن منح منحة دراسية باسمها في سبتمبر 2014.[100] هذه المنحة ستوفر مصاريف التعليم والأبحاث لشخصٍ ما (رجل أو امرأة) بشرط أن يمثل هذا الشخص قيم شتينيم عن المساواة الإعلامية.[101] هذا الشخص سيدرس على الأقل منهجًا تحت التخرج كل فصل دراسي.[101]
- جائزة "سارة كاري" [الإنجليزية] للإنسانية 2007.
- دكتوراة العدالة الإنسانية من كلية سيمونز [الإنجليزية].[6]
- جائزة «الإنجاز الأبدي» في الصحافة من جمعية الصحفيين المحترفين [الإنجليزية].[6]
- مجموعة بطاقات تبادل من منظمة "الأخوات الخارقات" [الإنجليزية] عام 1979، (بطاقتها تحمل صورتها ورقم 32).
- وسام «سيريس» من الأمم المتحدة.[6]
- جائزة رابطة الكتاب من الأمم المتحدة.[6]
- جائزة من كلية الصحافة بـ جامعة ميزوري عن نشاطها المميز بالصحافة.[6]
- جائزة أخبار الرياضة للنساء.[6]
- جائزة ريتشارد سي هولبروك للإنجاز المميز من «جائزة دايتون للسلام الأدبي».

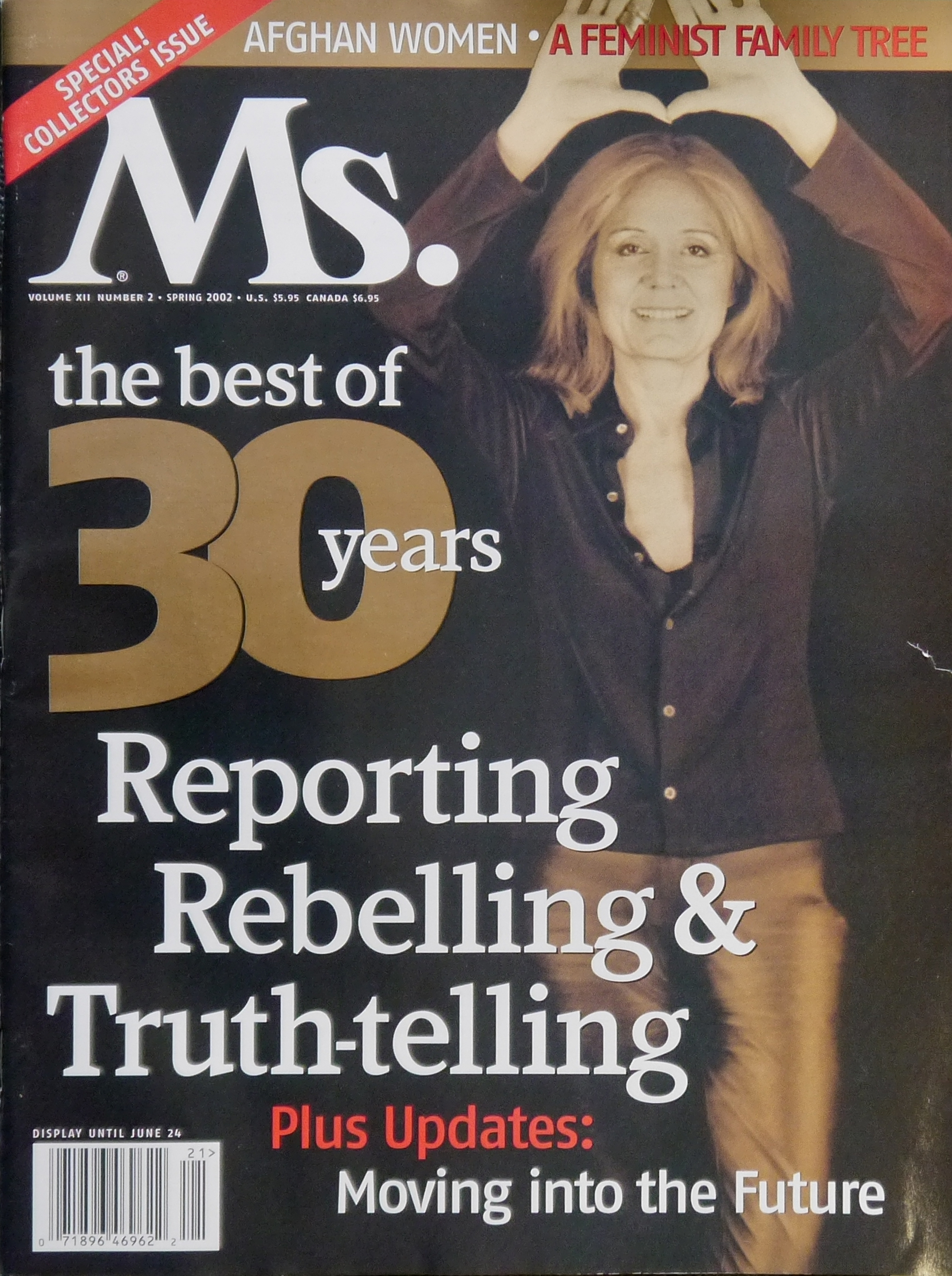
شتينيم على غلاف مجلة "مِس" في 2002

## في مجال الإعلام
في عام 1995 تم نشر كتاب «تعليم امرأة: حياة جلوريا شتينيم» بقلم كارولين هيلبران [الإنجليزية].
في عام 1997 تم نشر كتاب «جلوريا شتينيم: شغفها وسياستها وغموضها» بقلم سيدني لادينسون ستيرن.
في المسحية الغنائية "شقراء قانونيًا" [الإنجليزية] التي عرضت للمرة الأولى عام 2007 تم ذكر شتينيم في أحد المشاهد حيث ترتدي إيلي وودز زي أرنب مثير في حفلة وعليها التظاهر أنها مثل جلوريا شتينيم أثناء دراستها النسائية بعنوان «كنت أرنبًا للإغواء».
في 2011 تم عرض فيلمًا وثائقيًا لأول مرة بعنوان «جلزريا: بكلماتها».
في عام 2013 نشرت ميليسا سيمور كتابًا مصورًا بعنوان «قوة النساء: جوريا شتينيم».
أيضًا عام 2013 ذكرت شتينيم في الفيلم الوثائقي "الصناع: نساء صنعن أمريكا" [الإنجليزية] الذي يدور حول الحركة النسائية.
في عام 2014 تم نشر كتاب «من هي جلوريا شتينيم؟» بقلم سارة فابيني.
أيضًا 2014 ظهرت شتينيم في الموسم الأول الحلقة الثامنة من عرض التليفزيوني «الستينيات».
وأيضًا في 2014 ظهرت شتينيم في الموسم السادس الحلقة الثالثة من العرض التليفزيوني "الزوجة الصالحة".
في عام 2016 ظهرت شتينيم في كتالوج لشركة الملابس "لاندز إند" [الإنجليزية]. وبعد اعتراض الزبائن المناهضين للإجهاض تم إزالة شتينيم من موقع الشركة الإليكتروني، ثم قالوا على موقع الفيسبوك الخاص بهم «لم تكن نيتنا قط إثارة جدال سياسي أو ديني. لذا عندما فهم بعض الزبائن دعايتنا اللأخيرة بتلك الطريقة لبينا طلبهم. نحن نعتذر بشدة عن أي إهانة سببناها». بعدها واجهت الشركة نقدًا أشد على الإنترنت، وتلك المرة من الزبائن غير الراضين عن إشراك شتينيم منذ البداية من الزبائن غير الراضين عن استبعادها.
في الفيديو المصور لأغنية جينيفر لوبيز "ألست والدتك" [الإنجليزية] عام 2016 يظهر صوت شتينيم وهي تقول جزءًا من خطابها "خطاب إلى نساء أمريكا" [الإنجليزية]، وبالتحديد جملة «هذا ليس إصلاحًأ بسيطًا بل هي ثورة».
وأيضًأ في عام 2016 تم عرض المسلسل الوثائقي «امرأة» وهو يصور شتينيم كمنتجة ومضيفة. يهتم هذا المسلسل الوثائقي بالظلم العنصري والعنف حول العالم.
توجد أوراق جلوريا شتينيم ضمن مجموعة صوفيا سميث بـ كلية سميث، تحت كود MS 237.

## أعمالها
- «الألف هندي» 1957
- «كتاب الشاطئ» 1963، صدر عن دار فايكينج بريس في نيويورك.
- «قوانين متطرفة وثورات يومية» 1983، صدر عن دور هولت ورينهارت ووينستون في نيويورك. ISBN 978-0-03-063236-5
- «ماريلين: نورما جين» 1986 بالاشتراك مع جورج باريس، صدر عن دار هولت في نيويورك. ISBN 978-0-8050-0060-3
- «ثورة داخلية» 1992، صدر عن دار ليتل ودار براون في بوسطن. ISBN 978-0-316-81240-5
- «ما وراء الكلمات» 1993، صدر عن دار سيمون وشوستر في نيويورك. ISBN 978-0-671-64972-2
- «ستون أو سبعون» 2006، صدر عن دار إلدرز أكاديمي بريس في سان فرانسيسكو. ISBN 978-0-9758744-2-4
- «حياتي على الطريق» 2015، صدر عن دار راندوم هاوس في نيويورك. ISBN 978-0-679-45620-9

## روابط خارجية
- غلوريا ستاينم على موقع IMDb (الإنجليزية)
- غلوريا ستاينم على موقع الموسوعة البريطانية (الإنجليزية)
- غلوريا ستاينم على موقع مونزينجر (الألمانية)
- غلوريا ستاينم على موقع ميوزك برينز (الإنجليزية)
- غلوريا ستاينم على موقع إن إن دي بي (الإنجليزية)
- غلوريا ستاينم على موقع ديسكوغز (الإنجليزية)
- غلوريا ستاينم على موقع قاعدة بيانات الفيلم (الإنجليزية)